# Orgue saltiri
És un petit orgue amb un teclat de Saltiri, en comptes de tecles regulars l'instrument té un teclat modificat amb tecles disposades com les cordes d'un saltiri.

## Característiques i història
És un orgue saltiri fabricat per Josep Pujol, un constructor d'orgues manresà. La idea de construir un orgue així ve de veure els inconvenients que representava haver d'afinar constantment el saltiri, així que al 1768 va inventar un saltiri on les cordes eren barretes de fusta que accionaven tubs d'aire. No va tenir gaire èxit, ja que en aquesta època el saltiri ja començava a estar en desús.
Hi ha un exemplar del Museu de la Música i és un dels pocs que es conserva (Vilar, 1983). El moble és de fusta envernissada amb quatre potes i coronat amb unes talles de fusta daurada en forma de rocalla. A la part superior, dues portes deixen veure el conjunt de tubs de la façana emmarcats amb els mateixos motius tallats i daurats.
Consta de tretze tubs (d'8a 4'; Fa#3,Mi3-Re3-Do3-Sib2-Sol# 2-Sol2-La2-Si2-Do#3-Re#3-Fa3-Sol3) que estan disposats en forma de mitra i són de metall amb relleus i el bordó de fusta. El teclat està format per tres grups de dotze varetes de fusta que imiten la disposició i l'ordre de les cordes d'un saltiri.
Les manxes són al peu, sota de l'instrument i pel que fa al registre, té tres corredores al costat dret, sense retolar. Consta d'un regulador al peu, sota l'instrument i no té pedaler.